# Lydie Sarazin-Levassor
Lydie Sarazin-Levassor (1902-1988) est une écrivain française.

## Biographie
Fille de Henri Sarazin et Marthe Olivié, petite-fille de Louise Sarazin (1847-1916), née Louise Cayrol à Foix, pionnière de l'industrie automobile, puis petite fille adoptive du constructeur automobile Émile Levassor, elle est née le 25 septembre 1902 à Labatut en Ariège. Elle décède le 23 juin 1988 à Harfleur.
À vingt-quatre ans, elle épouse Marcel Duchamp, le 7 juin 1927, à la mairie du seizième arrondissement de Paris, et le 8 juin au Temple de l'Étoile. Ce mariage arrangé, facilité par Francis Picabia, nécessaire pour tous, dure peu de temps.
Ayant écouté Le Récit de Lydie, Jacques Caumont et Jennifer Gough-Cooper, fondateurs de l'Académie de muséologie évocatoire, l'ont amenée à l'écrire. Ils étaient en train alors de préparer la partie biographique de l'exposition inaugurale du centre Georges Pompidou consacrée à Marcel Duchamp. Des extraits choisis sont publiés quelques années plus tard dans leur revue Rrosopopées, après plusieurs refus d'éditeurs dont Fayard et Gallimard. Elle y évoque ses souvenirs des quelques mois qu'a duré son mariage avec Marcel Duchamp. Elle y évoque aussi les amis qui les entourent alors : Jacques Doucet, Constantin Brancusi, Henri-Pierre Roché, Man Ray et Kiki de Montparnasse, Jean Cocteau, Jean Crotti et Suzanne Duchamp, Jacques Villon et sa femme Gaby, Katherine Dreier, Robert Desnos et les atmosphères de Puteaux (chez les Villon), de Mougins (chez ses parents et chez les Picabia) et d'Étretat (chez ses parents). En 2004, Marc Décimo a publié l'intégralité de ses mémoires.